# Trận Bắc Anna
Trận Bắc Anna diễn ra trong các ngày 23–26 tháng 5 năm 1864, là một phần của chiến dịch Overland do trung tướng Liên bang miền Bắc Ulysses S. Grant tiến hành nhằm vào Binh đoàn Bắc Virginia của đại tướng Liên minh miền Nam Robert E. Lee. Trận đánh này chỉ bao gồm một loạt các hoạt động nhỏ ở gần sông Bắc Anna tại miền trung bang Virginia, chứ không hẳn là một cuộc giao tranh lớn giữa hai đội quân. Các hoạt động riêng rẽ thường được biết đến với những cái tên: Telegraph Road Bridge và Jericho Mills (23 tháng 5); Ox Ford, Quarles Mill, và Hanover Junction (24 tháng 5).
Sau khi thoát khỏi tình trạng bế tắc tại Spotsylvania Court House, Grant đã đưa binh đoàn của mình tiến về phía đông nam, với hy vọng nhử Lee vào một trận đánh khác trên địa hình đất trống trải. Ông đã thua trong cuộc chạy đua đến tuyến phòng thủ tiếp theo của Lee ở phía nam sông Bắc Anna, nhưng Lee không được rõ về ý định của Grant nên ban đầu tiến hành chuẩn bị những công sự phòng thủ không đáng kể. Ngày 23 tháng 5, quân đoàn V do thiếu tướng Gouverneur K. Warren chỉ huy đã vượt sông tại đoạn Jericho Mills và một sư đoàn miền Nam thuộc quân đoàn của trung tướng A.P. Hill đã không thể đánh bật được đầu cầu mà đối phương tạo ra. Quân đoàn II của miền Bắc dưới quyền thiếu tướng Winfield S. Hancock đã đánh ập vào một lực lượng nhỏ miền Nam tại "đồn của Henagan" (Henagan's Redoubt) để ciếm giữ cây cầu Chesterfield Bridge bắc ngang qua đường Telegraph Road, nhưng không tiến thêm về phía nam để qua sông.
Đêm hôm đó, Lee và các công binh của mình đã nghĩ ra một cách sắp xếp rất thông minh cho các công sự phòng thủ theo hình chữ "V" ngược để có thể chia cắt quân miền Bắc khi họ tiến công và cho phép quân miền Nam sử dụng những đội hình bên trong để tấn công và đánh bại từng cánh quân một, ngăn không để hai cánh quân đối phương chi viện cho nhau kịp lúc. Ban đầu Grant đã sa vào cái bẫy này. Khi quân của Hancock không thể chiếm được các công sự của miền Nam tại bên chân phía đông của hình chữ V này trong ngày 24 tháng 5, một lữ đoàn do viên chuẩn tướng say rượu James H. Ledlie chỉ huy bị đánh bật trước khi kịp tiến hành tấn công vào vị trí phòng ngự mạnh tại Ox Ford, đỉnh của hình chữ V. Nhưng không may cho phe miền Nam, tướng Lee đã bị vô hiệu hóa bởi một cơn bệnh đường ruột và không một tướng cấp dưới nào có thể thực hiện được kế hoạch tấn công của ông.
Sau thêm hai ngày giao tranh trong đó quân đội hai bên nhìn chòng chọc vào nhau từ công sự của mình, trận đánh bất phân thắng bại kết thúc khi Grant ra lệnh tiến hành một cuộc hành quân khác về phía đông nam, tiến về đầu mối giao thông tại Cold Harbor.